# أنمار

أنمار هي قبيلة عربية موطنها الأصلي غرب  شبه الجزيرة العربية.

## النسب
مُختلف فيه إلى قولين:
- أنمار بن نزار بن معد.[2][3][4]
- أنمار بن إراش بن عمرو بن الغوث بن نبت بن مالك بن زيد من كهلان.[5][6][7][8]

## قبائل أنمار
ينقسم نسل أنمار إلى قسمين رئيسين:
1. بنو خثعم:
2. بنو بجيلة:

## من أعلامهم
- جرير بن عبد الله البجلي
- بشر بن ربيعة : شهد القادسية، وإليه تُنسب جبَّانة بشر في الكوفة.
- أسد بن كرز البجلي
- يزيد بن أسد بن كرز القسري: قائد عسكري في زمن معاوية بن أبي سفيان
- أسد بن عبد الله القسري: والي خراسان، قائد شجاع كان له دور فعال في فتوحات بلاد المشرق
- خالد بن عبدالله القسري: ولي مكة المكرمة، ثم ولي العراق في عهد هشام بن عبد الملك
- ابن الدمينة
- عائذة بنت الخمس: أم قبيلة بنو خزيمة بن لؤي وإليها ينتسبون
- سلمى بنت عميس: زوجة حمزة بن عبد المطلب عم الرسول
- أسماء بنت عميس : زوجة جعفر بن أبي طالب
- أسماء بنت مدرك: زوجة خالد بن الوليد
- عثمان بن أبي نسعة: والي الأندلس في عهد عبيدة بن عبد الرحمن السلمي
- أنس بن مدرك : فارس مخضرم، وفد على النبي ﷺ على رأس قبيلة خثعم
- مالك بن عبدالله بن سنان: أحد القادة الشجعان الذين تولوا الصوائف في زمن معاوية بن أبي سفيان.
- نفيل بن حبيب
- ابن شكبان: أمير بيشة.
- علي بن عبد الرحمن الحذيفي: إمام المسجد النبوي الشريف حاليًا.
- سعد بن جدلان: من أبرز شعراء الجزيرة في العصر الحديث.

## انظر ايضًا
- بجيلة
- خثعم
- أكلب